# يان هنريك دونبروفسكي

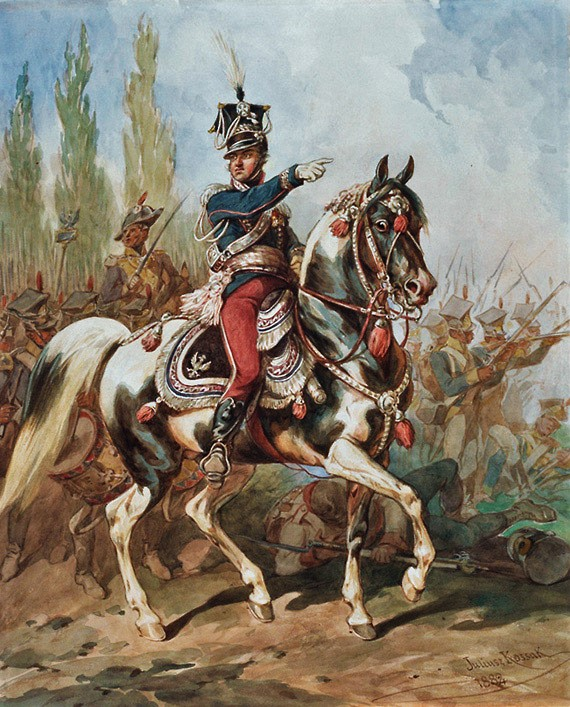
دونبروفسكي يتقدم القوات البولندية

يان هنريك دونبروفسكي (1755-1818) هو جنرال وبطل شعبي من بولندا ينتمي لأحدى أشهر العائلات البولندية الارستقراطية دونبروفسكي.
وتقديرا لدوره في تاريخ بولندا فأن النشيد الوطني البولندي اسمه رقصة دونبروفسكي.